# Óscar Rossi
Óscar Rossi (27 de juliol de 1930 - 6 de setembre de 2012) va ser un futbolista argentí.

## Selecció de l'Argentina
Va formar part de l'equip argentí a la Copa del Món de 1962.